# Hermandad del Rescatado (Córdoba)
La Ilustre, Piadosa y Trinitaria Hermandad de Penitencia y Cofradía de Nazarenos de Nuestro Padre Jesús Nazareno Rescatado y María Santísima de la Amargura es una Hermandad de culto católico de Córdoba. Tiene su sede canónica en la Iglesia de Nuestra Señora de Gracia y San Eulogio (PP. Trinitarios), y realiza su Estación de Penitencia en la tarde-noche del Domingo de Ramos.
Fue fundada por unos hermanos de la vecina Hermandad del Cristo de Gracia, los cuales se formaron en torno a la imagen de Jesús Rescatado a finales de la guerra civil española.
La gran devoción que produce esta imagen cristífera entre los cordobeses, hace que, todos los viernes del año, sean cientos las personas que se acercan hasta su capilla, en especial el primer viernes de marzo. De hecho, es tan grande la cantidad de intervenciones divinas atribuidas a la talla, que ésta es conocida popularmente como el Señor de Córdoba. El efecto de todas estas promesas, provocó que, durante la mayor parte de su historia, la Hermandad se viera obligada a invertir el orden de sus pasos, y hacer que fuese María Santísima de la Amargura, la Titular mariana de la corporación, la que procesionara en primer lugar en el cortejo. Esto se debía a la gran cantidad de personas que desfilaban tras el paso de la imagen cristífera, en cumplimiento de su promesa con la talla. De esta manera, si el Señor hubiese procesionado en primer lugar, se habría producido una separación tan amplia entre ambos pasos que se rompería el cortejo. Sin embargo, con el cambio de la Carrera Oficial cordobesa al entorno de la Mezquita-Catedral, y la consecuente prohibición de la entrada de penitentes a este recinto durante la Semana Santa, la Hermandad recuperó el orden tradicional de sus titulares en el año 2018.

## Historia

### Antecedentes
La devoción a Nuestro Padre Jesús Nazareno Rescatado en la ciudad de Córdoba data de los primeros años del siglo XVIII, tratándose de la adaptación del original Cristo de Medinaceli de Madrid, advocación muy venerada a partir de un episodio histórico en el que frailes de la Orden Trinitaria rescataron un notable conjunto de imágenes de tierras musulmanas. Así, ya desde 1713, con la llegada de la imagen cristífera a la ciudad de Córdoba, se tiene constancia de como la devoción del pueblo cordobés por la talla creció de forma exponencial. De esta manera, en 1771 se tiene la primera constancia de una Hermandad reunida en torno a la imagen, aunque ésta no terminó fructificando, posiblemente por la clausura del Convento de los Trinitarios, y el Decreto del Obispo de Trevilla, que redujo sustancialmente la presencia de las Cofradías y procesiones durante la Semana Santa cordobesa.
Afortunadamente, a mediados de siglo, durante el Reinado de Isabel II, las Hermandades vivieron un despertar propiciado por el Concordato firmado por Bravo Murillo y la Santa Sede. En esa época, la imagen fue procesionada por la extinta Hermandad del Buen Suceso y Ángeles de la Iglesia de San Andrés, además de tenerse constancia de una Salida Extraordinaria de acción de gracias junto a otras cofradías con motivo de la inauguración del Pontificado de León XIII, en 1879. En los comienzos del último cuarto del siglo, la imagen procesionó en varias ocasiones en la procesión del Santo Entierro del Viernes Santo, y ya a finales del reinado de Isabel II, se vuelven a tener datos de una nueva Hermandad en torno a la imagen. No obstante, una vez destronada la Reina, el Sexenio Democrático supuso un nuevo letargo de la Semana Santa Cordobesa, y por énde, de la Hermandad.

### SigloXX

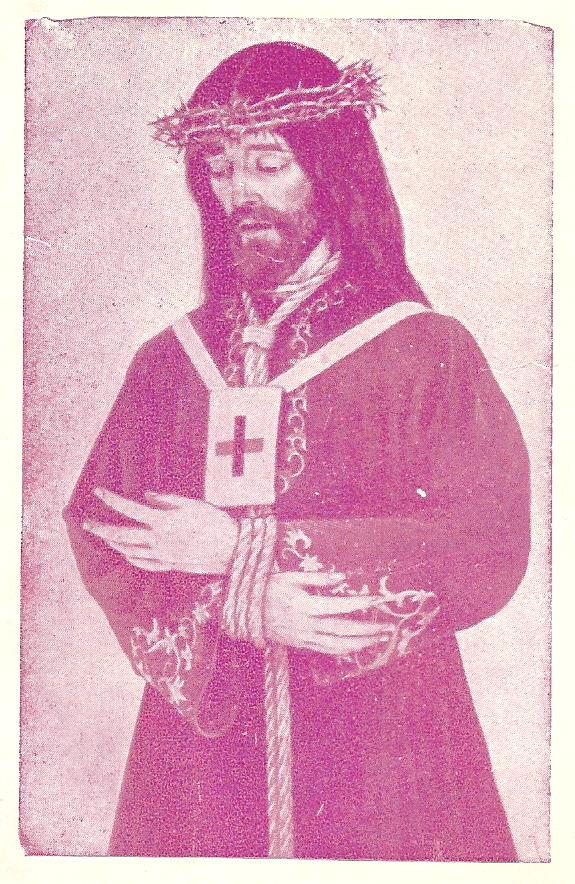
Antigua estampa de Jesús Rescatado.

La abrupta desaparición de la primitiva Hermandad a finales del siglo XIX fueron los últimos datos que se tiene con relación al culto de la imagen. Esta situación no cambiaría hasta 1922, año del que consta la cesión de la imagen del Rescatado a la Hermandad de la Expiración. Así, durante la Dictadura de Primo de Rivera se recuperó la presencia de la imagen en las procesiones del Santo Entierro, siendo integrada en los años 1925 y 1928 en un único cortejo con las Hermandades de Jesús del Calvario y del Cristo de Gracia. Sin embargo, la Segunda República y la Guerra Civil supusieron un nuevo periodo de latencia para la Semana Santa de Córdoba.
No sería hasta 1939 cuando un grupo de cofrades, en su mayor parte procedentes de la Hermandad del Cristo de Gracia, dieron los primeros pasos para refundar la Hermandad. Hasta la emisión de decreto fundacional de 1941, se constituye una Junta gestora, encargada de llevar a cabo esta tarea. Finalmente, el 21 de agosto de 1941, el vicario general de la diócesis, concedía en nombre del Obispo D. Adolfo Pérez Muñoz el decreto constitucional de la Hermandad. El Jueves Santo de 1942, la actual Cofradía realizaba su primera Estación penitencial, procesionando a la imagen de Nuestro Padre Jesús Nazareno Rescatado sobre unas primitivas andas y luciendo una túnica morada, reconocida como la Túnica de la Pasión. Sería en 1944, con la creación de la Agrupación de Hermandades y Cofradías de Córdoba, cuando la corporación pasaría a ocupar su tradicional lugar en el Domingo de Ramos.
Para el año 1946 se produjo la incorporación a la estación de penitencia de María Santísima de la Amargura, la talla de una Dolorosa encargada por la Hermandad. Esta incorporación estaba prevista para el año anterior, pero las inclemencias meteorológicas la retrasaron. Sin embargo, la imagen dejaría de procesionar en 1959, a causa del deterioro de sus andas. Fue el único aspecto negativo de esos años, en los que la Hermandad logró consolidarse, y precisamente en ese año, se estrenó un nuevo paso para la imagen del Señor, realizado por el imaginero Antonio Castillo Ariza, el cual era de grandes dimensiones y altura, motivo por el cual debía ser desplazado a ruedas.
En la Semana Santa de 1964, por disconformidad con la supresión de la Carrera Oficial por los aledaños de la Catedral, la Hermandad lo incluyó en su recorrido de vuelta, dando lugar a un larguísimo recorrido que la Junta de Gobierno decidió eliminar al año siguiente, tanto por su excesiva duración como por la soledad con la que discurrió la estación penitencial por las viejas calles del casco histórico. Como curiosidad del año 1965, tuvo lugar la inauguración de una nueva avenida próxima a la parroquia trinitaria, la cual recibió como nombre la advocación del titular de la Hermandad, pasando a conocerse Avenida Jesús Rescatado.
Ya en 1967, destacó el regalo de una túnica al Señor por parte de Dña. Concepción Rey, duquesa viuda de Medinaceli, la cual la lució el Domingo de Ramos de ese año y, a día de hoy, es uno de los ajuares más destacados de la imagen. La misma señora, ofrendó a la corporación un estandarte con el escudo de la Casa de Medinaceli, el 19 de marzo de 1967, participando aquel año en la Estación penitencial junto a las damas camareras. Al año siguiente se reincorporó al cortejo procesional la imagen de María Santísima de la Amargura, sobre un paso de palio que en los años siguientes sería finalizado por el restaurador de la imagen, Juan Martínez Cerrillo, y en el que destacaba la orfebrería de Angulo.
En 1991 se produjo la restauración de la imagen del Señor a cargo del imaginero Miguel Ángel Pérez Fernández. El 26 de julio de ese año, y con motivo del retorno de la imagen, se celebró una Eucaristía en el Convento de Santa Marta, presidida por el dominico Padre Rafael Cantueso, y por los trinitarios Padre Francisco García y Padre José Hernández, superior de la comunidad y ministro provincial. Posteriormente, tuvo lugar una Salida Extraordinaria en la que la imagen cristífera fue llevada por hermanos costaleros por primera vez en su historia. Lo hizo sobre el paso de María Auxiliadora y con el acompañamiento de la Agrupación Musical de Nuestro Padre Jesús de la Redención de Córdoba, de la Hermandad de la Estrella. 
A partir de ese mismo año, comenzó su programa de actos con motivo del 50.º Aniversario Fundacional de la Hermandad. Entre finales de 1991 y a lo largo de 1992, se produjeron varios actos, entre los que destaca un pregón a cargo de don Antonio M. Capdevila Gómez, y una función solemne oficiada por el obispo de la diócesis, don José Antonio Infantes Florido el 13 de noviembre. Finalmente, el sábado 14 de noviembre se celebraría una Salida Extraordinaria, en la que los dos Titulares de la Cofradía fueron portados sobre costaleros. El paso de Nuestro Padre Jesús del Silencio fue cedido para la ocasión por la Hermandad del Amor para la imagen de Jesús Rescatado, mientras que la Dolorosa procesionó sobre su paso de palio y con el acompañamiento musical de la Banda de Música de Nuestra Señora del Carmen de Salteras.
Estas últimas experiencias de que el Señor fuera portado por costaleros, desembocó en el cabildo general de hermanos del 17 de abril de 1995, en el que se acordóencargar un nuevo paso a José Carlos Rubio Valverde. Éste posibilitaría la primera estación de penitencia de la imagen de Jesús Rescatado sobre hermanos costaleros en la noche del Domingo de Ramos de 1997. Este mismo año, la imagen cristífera presidió el Vía Crucis de las Hermandades que se celebra cada Cuaresma por las calles de la capital cordobesa.

### SigloXXI

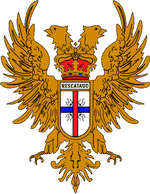
Escudo actual de la Hermandad.

En septiembre de 2013, la Hermandad participó en el Vía Crucis Magno de la Fe celebrado en la capital cordobesa, representando dentro del acto del Vía Crucis la II estación: Jesús traicionado por Judas, es arrestado. En el recorrido de ida hasta la Catedral, lugar donde se celebró el acto principal, fue acompañado por la Banda de Cornetas y Tambores de Nuestra Señora de la Salud de Córdoba, y en la vuelta por la Agrupación Musical del Santísimo Cristo de Gracia, también de Córdoba.
Ya en el mes de noviembre del mismo año, la Hermandad culminó la celebración del 300 Aniversario de la hechura de la talla del Señor. Por este motivo, la talla fue trasladada a la Catedral el 30 de noviembre sobre su paso procesional con el acompañamiento de la Banda de Cornetas y Tambores de Nuestra Señora de la Salud. Finalmente, ya el día 1 de diciembre, y tras una misa presidida por el Obispo D. Demetrio Fernández, volvió a su templo acompañado por su propia banda, la Banda de Cornetas y Tambores de Nuestro Padre Jesús Nazareno Rescatado. Además, durante estos dos días, procesionó con una túnica morada bordada en oro que había sido donada por sus hermanos costaleros con motivo de este aniversario.
En la estación de penitencia del Domingo de Ramos de 2015, la imagen de Nuestro Padre Jesús Nazareno Rescatado recibió la Insignia de Oro de la Ciudad por parte del alcalde José Antonio Nieto, a su paso por la Carrera Oficial en la Plaza de las Tendillas.
Para 2016, la Hermandad cumplía su 75.º Aniversario Fundacional. Precisamente, para el Domingo de Ramos de ese año estaba previsto que la Hermandad discurriera por primera vez por la Mezquita-Catedral con sus dos Titulares, pero las inclemencias meteorológicas impidieron  su salida. Ya los días 19, 20 y 21 de agosto, la corporación realizó un Besamanos Extraordinario en que sus dos Titulares fueron puestos en besamanos. No obstante, el acto más destacado tuvo lugar el 1 de octubre del mismo año, cuando la Hermandad, con sus dos Titulares ataviados sobre sus pasos procesionales, realizó una Salida Extraordinaria desde su sede canónica hasta la Santa Iglesia Catedral.   Allí, se celebró una misa presidida por el Obispo D. Demetrio Fernández. Posteriormente, retomó la procesión de vuelta a los Padres Trinitarios, en la que la corporación discurrió por lugares muy destacados de la capital cordobesa, como la calle Deanes, Santa Victoria, y la Cuesta del Bailío. De hecho, fue la primera vez que María Santísima de la Amargura entró al entorno e interior de la Mezquita-Catedral. 

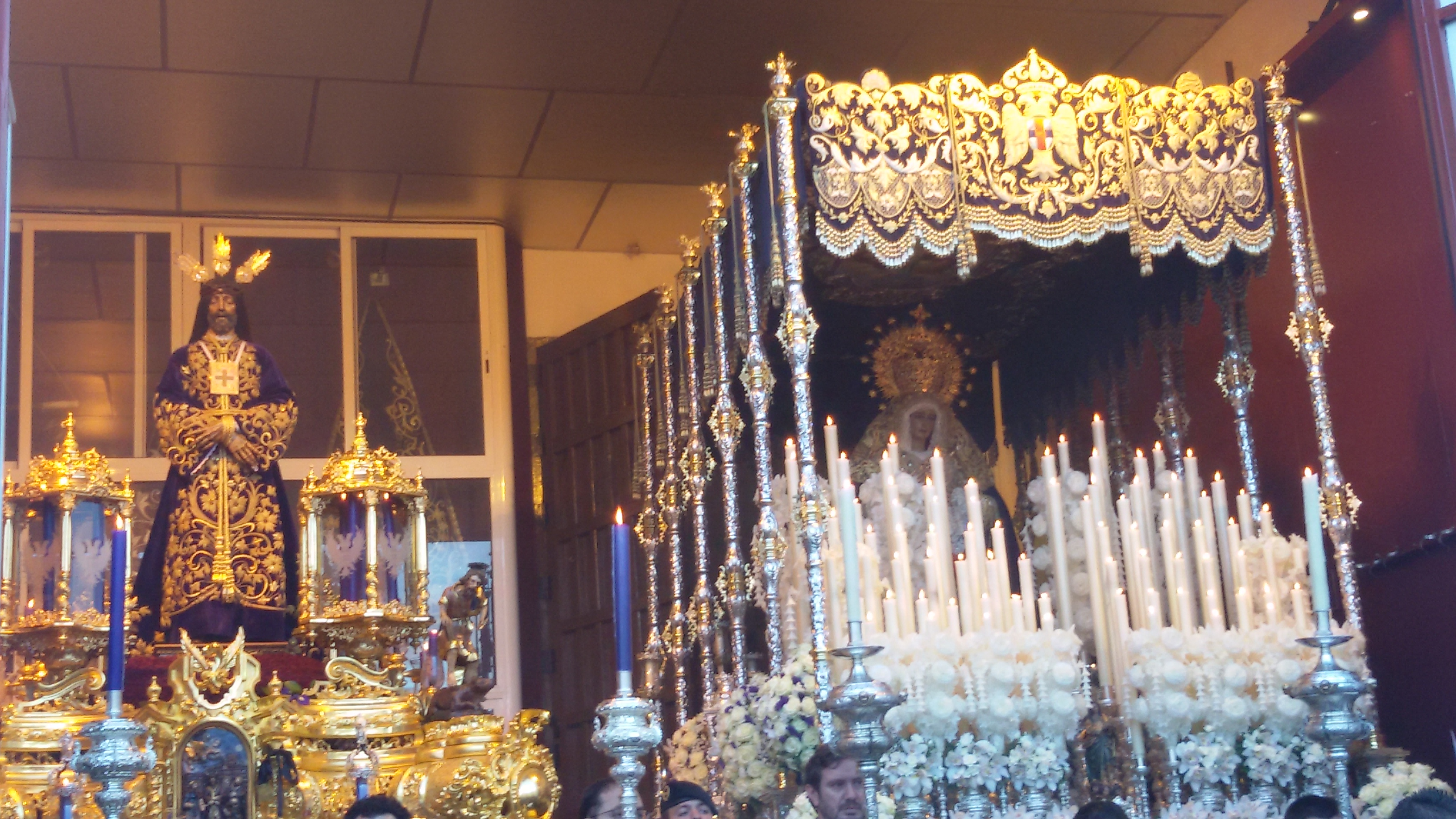
Nuestro Padre Jesús Nazareno Rescatado y María Santísima de la Amargura, ataviados sobre sus pasos procesionales para el Domingo de Ramos de 2016, en el cual no pudo realizar su salida a causa de la lluvia.

Sería al año siguiente (2017), en el que la Cofradía realizó, por primera vez en su Historia, su Estación de Penitencia con sus dos Titulares a la Santa Iglesia Catedral, debido al cambio de ubicación de la Carrera Oficial. Además, en este año tuvo lugar la celebración del 75.º Aniversario de la hechura de la talla de María Santísima de la Amargura. Como acto principal del acontecimiento, destacó el Rezo de la Corona Dolorosa, en el que la Titular mariana de la Hermandad procesionó sobre una parihuela por las calles de la feligresía, deteniéndose en cada una de las Iglesias de la zona para el rezo de los siete dolores de María. La corporación se detuvo en: el Santuario de María Auxiliadora, la Iglesia de San Lorenzo, San Andrés, San Agustín, la Iglesia-Hospital de Jesús Nazareno, el Juramento de San Rafael, y por supuesto, su propio templo.
En el año 2018, la Junta de Gobierno de la Hermandad tomó una decisión histórica: invertir el orden de los pasos. De este modo, Jesús Rescatado pasaría a procesionar en primer lugar en el cortejo, seguido del paso de palio de María Santísima de la Amargura. Este cambio, se explicaba por la prohibición de la Agrupación de Cofradías y de la diócesis a la entrada de penitentes en el entorno de la nueva Carrera Oficial situada en la Catedral.
Para el 2021, la Hermandad no pudo cumplir su habitual estación de penitencia a la Carrera Oficial, al igual que en el 2020, debido a las suspensiones de las salidas procesionales durante la Semana Santa, a causa de la pandemia de Covid-19. Por fortuna, mientras que en el año anterior no se pudo realizar ningún acto presencial debido al establecimiento del Estado de alarma por parte del Gobierno de España, en este se pudieron llevar a cabo todos los actos cuaresmales con normalidad. Para el Domingo de Ramos y el resto de la Semana Santa, la Hermandad dispuso a sus titulares sobre sus pasos procesionales dentro de su sede canónica en lugar del cocherón desde el que realiza su salida. En mayo de ese mismo año, el mal estado de la policromía de la Imagen de Jesús Rescatado obligó a que, tras una Veneración Extraordinaria, fuera retirada del culto debido a que iba a ser objeto de restauración por parte de Enrique Ortega y Rosa Cabello. El 13 de noviembre, más de seis meses después de ser retirado, el Señor de Córdoba volvió a ser recuperado para el culto, siendo trasladado en procesión desde el Convento de Santa Marta hasta su sede canónica, tal y como hiciera 30 años antes. Con motivo de esta celebración, la imagen lució una túnica, conocida popularmente como la Túnica de la Pasión, la cual vestía a la imagen durante sus primeras Estaciones de Penitencia en los años 40, y que había sido sometida a un profundo proceso de restauración para recuperarla. En dicho traslado, la talla discurrió por varias calles de su barrio, entre las que destacaron la Avenida de la Viñuela y la Avenida Jesús Rescatado.

## Sagrados Titulares

### Nuestro Padre Jesús Nazareno Rescatado

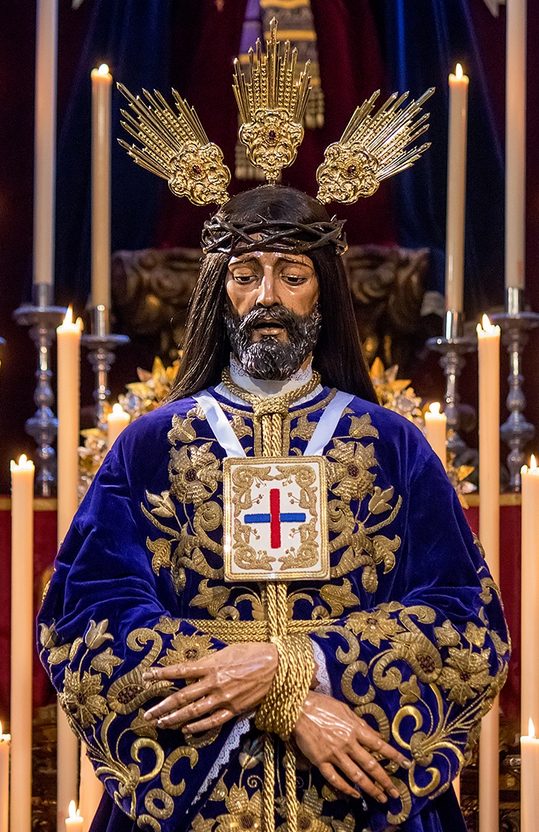
Nuestro Padre Jesús Nazareno Rescatado, el Señor de Córdoba.

La imagen de Jesús Rescatado, conocida popularmente como El Señor de Córdoba, es obra de Fernando Díaz de Pacheco en el año 1713. Dicho imaginero tomó como modelo la talla de Nuestro Padre Jesús de Medinaceli, de Madrid.  De ahí se explica su advocación, pues la talla original había sido hallada en Marruecos por unos frailes trinitarios, quienes se encargarían de traerla a España para evitar que continuase siendo injuriada por musulmanes. Es por ello que ambas imágenes presentan en su pecho el tradicional escapulario con la cruz trinitaria, dando así un sentido a su origen: Rescatado por los trinitarios. Después de todo, el principal objetivo de la Orden Trinitaria consistía en practicar la obra de misericordia de redimir a los cautivos, la cual corresponde precisamente a la iconografía de ambas tallas. De esta manera, la fama alcanzada por la imagen madrileña, provocó que fuera replicada en gran cantidad de ocasiones para los distintos conventos trinitarios españoles. En el caso de Jesús Rescatado, fue encargada a Díaz de Pacheco por el fraile trinitario Fray Cristóbal de San Juan de Mata, perteneciente a la Comunidad Trinitaria de Córdoba, ubicada en la Iglesia de Nuestra Señora de Gracia y San Eulogio.
Si bien la imagen nunca ha perdido su iconografía original, se tiene constancia de que ha sido objeto de restauración en dos ocasiones. La primera en 1991 por Miguel Ángel Pérez Fernández, debido en gran parte al mal estado de los ensamblajes internos, así como la inestabilidad de la imagen en el momento de estar fijado a su peana. Finalmente, en 2021 fue restaurada nuevamente por Enrique Ortega y Rosa Cabello debido al mal estado de la policromía.
Iconográficamente, se trata de ante una imagen de Jesús Preso o Cautivo. No obstante, se lo puede incluir dentro de lo que conocemos como Nazarenos, pero sin cruz, pues se encuentra a punto de iniciar el camino al Gólgota. Más concretamente, se trata del momento en el que ha sido injuriado, coronado de espinas y haberle puesto de nuevo sus ropas. Sus manos aún permanecen atadas, aunque pronto serán liberadas para cargar con la cruz. Es el instante en el que Pilato acaba de ceder a la presión del pueblo, entregando a la muerte al que sabe que es inocente. Fernando Díaz de Pacheco supo captar esta situación reflejándola en el semblante del Señor: sus ojos mirando hacia abajo, están llenos de una infinita tristeza unida a una resignada mansedumbre. Sus manos atadas sobre la cintura, con un cordel sujeto al cuello, su postura erguida con firmeza, la abundante melena postiza de la imagen; son elementos que configuran aún más el dramatismo de la imagen. 
La talla tiene su capilla en la parroquia de Nuestra Señora de Gracia (Padres Trinitarios), donde ha permanecido durante gran parte de su Historia. En el templo trinitario, la imagen recibe la visita de cientos de cordobeses a lo largo de todos los viernes del año, destacando especialmente el primero de marzo. De hecho, debido a la gran cantidad de promesas suspiradas hacia la talla, fue durante más de medio siglo, la única imagen cristífera que procesionaba en segundo lugar en el cortejo penitencial, por detrás de la titular mariana (María Santísima de la Amargura). 

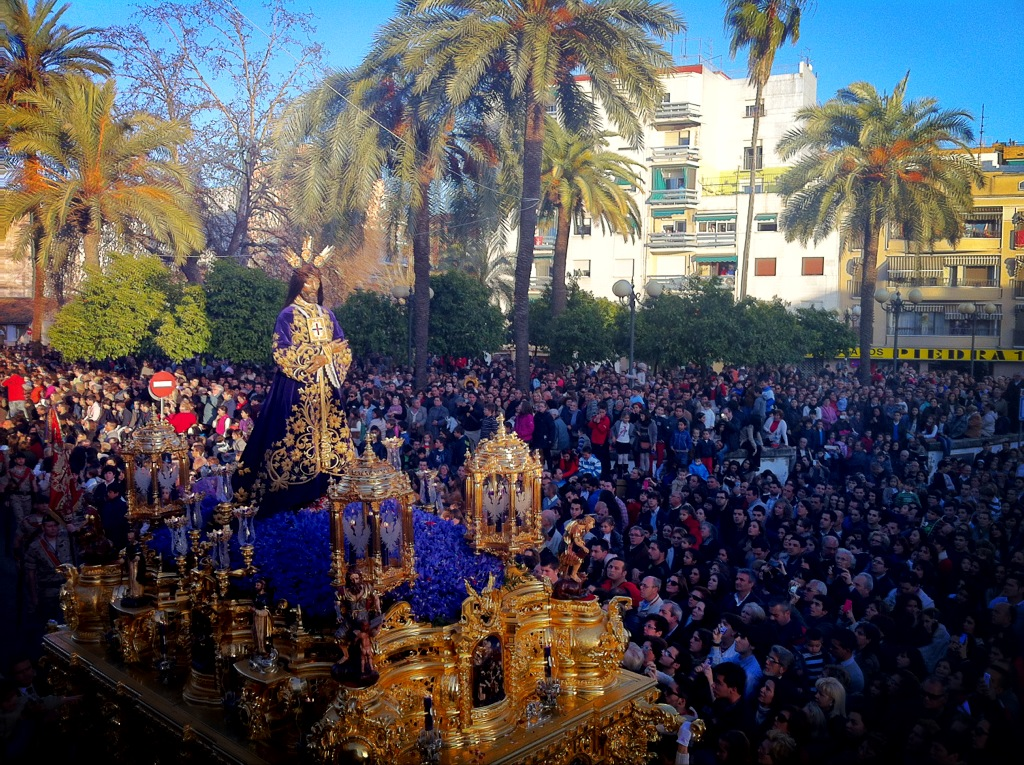
Jesús Rescatado sobre su paso procesional en la tarde del Domingo de Ramos.

No hace mucho, procesionaba sobre un paso realizado por Antonio Castillo Ariza en 1959, siendo de estilo renancentista y de un gran peso y altura, provocando que fuese llevado a ruedas. Sin embargo, en 1997 se decretó pedirle al imaginero José Carlos Rubio la elaboración del paso actual para que fuese llevado por hermanos costaleros. Dicho paso, de estilo barroco, el cual estrenó el Domingo de Ramos del mismo año, está alumbrado gracias a cuatro faroles dorados colocados en las esquinas del paso, además de estar acompañado de una gran cantidad de elementos simbólicos de la cofradía, de la Orden Trinitaria y de la ciudad de Córdoba. 
Posee varias túnicas, destacando una donada por el torero Sánchez Saco, otra diseñada por diseñada por González del Campo y donada por la Duquesa viuda de Medinaceli, y otra por sus hermanos costaleros con motivo del CCC aniversario de su hechura. Todas ellas son de terciopelo morado y bordadas en oro.

### María Santísima de la Amargura

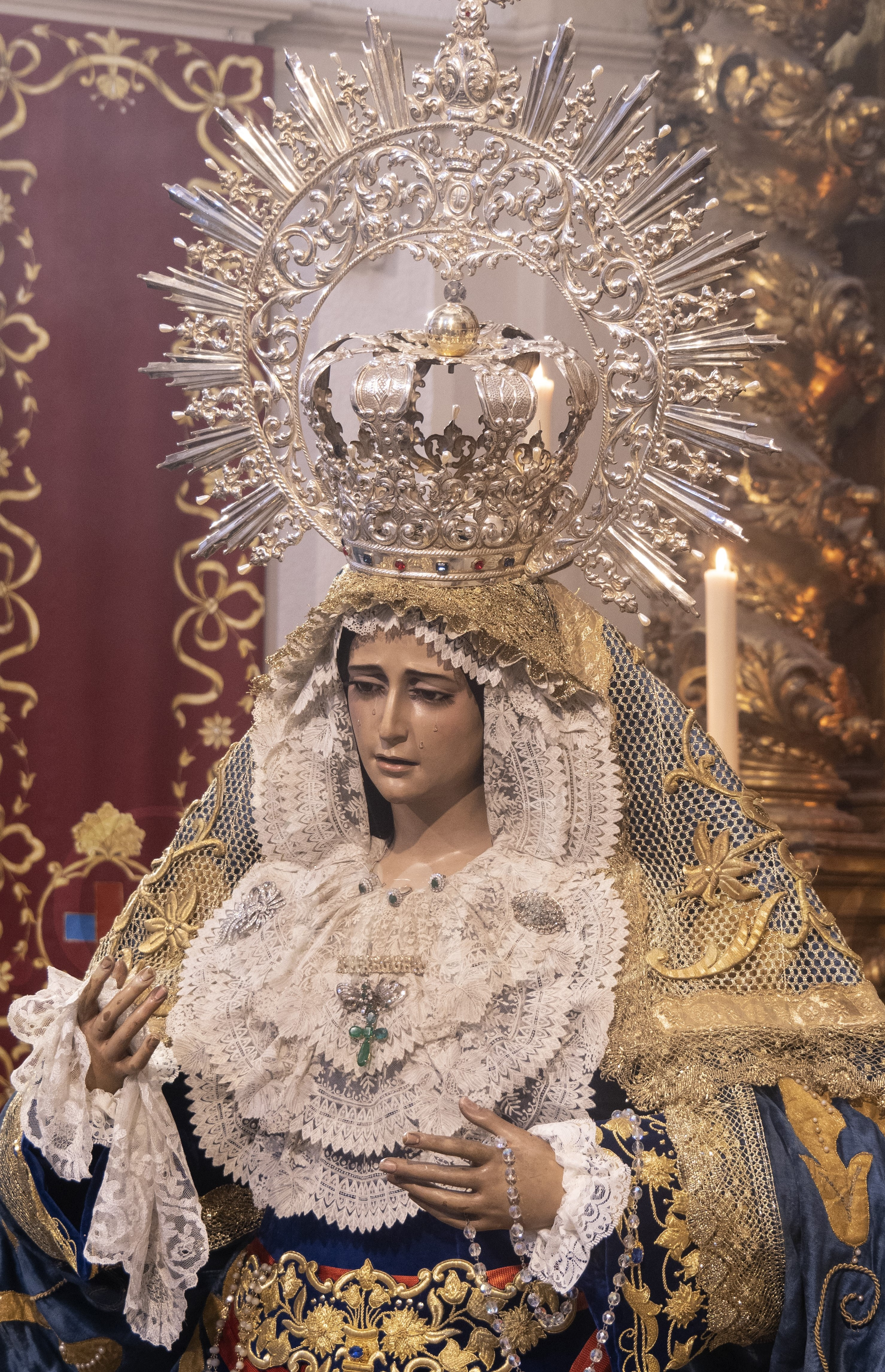
María Santísima de la Amargura.

Es una obra del año 1942 del imaginero José Callejón y el pintor Rafael Díaz Peno. Fue encargada por la primera Junta de Gobierno de la Hermandad con el objetivo de que la Hermandad tuviese en su posesión la imagen de una Dolorosa que acompañase a Jesús Rescatado en su estación de penitencia. Fue restaurada por Juan Martínez Cerrillo ya en el año 1965, el cual hizo una profunda reforma en la imagen, siendo lo más significativo de su trabajo el cambio de dirección de la mirada de la Dolorosa, que originariamente miraba hacia arriba, quedando mirando al frente después de la reforma. En 1999, la talla sufrió una importante reforma en su estructura, así como en la policromía, llevada a cabo magistralmente por los imagineros Antonio Bernal y Francisco Romero Zafra, al no encontrarse esta en las mejores condiciones para su culto.
Durante muchos años, fue en primer lugar en el cortejo penitencial durante la estación de penitencia, a causa de la gran cantidad penitentes que discurrían tras el Rescatado, pues estos habrían hecho que se produjera un gran corte entre el tramo del Señor y el de la Virgen, rompiendo consecuentemente el cortejo. Se incorporó a la Semana Santa en 1945 en unas andas muy primitivas, ya que se trataba de un paso austero y sin palio. Sin embargo, en 1959, por una crisis interna dentro de la Hermandad, y a muy pesar de los hermanos, se decidió que dejara de procesionar, volviendo a hacerlo en 1968 sobre su paso actual, en el que destacan la aplicación de técnicas con materiales como el cordobán y el guadamecí. Estos, siguen estando presentes en los respiraderos del paso en la actualidad.

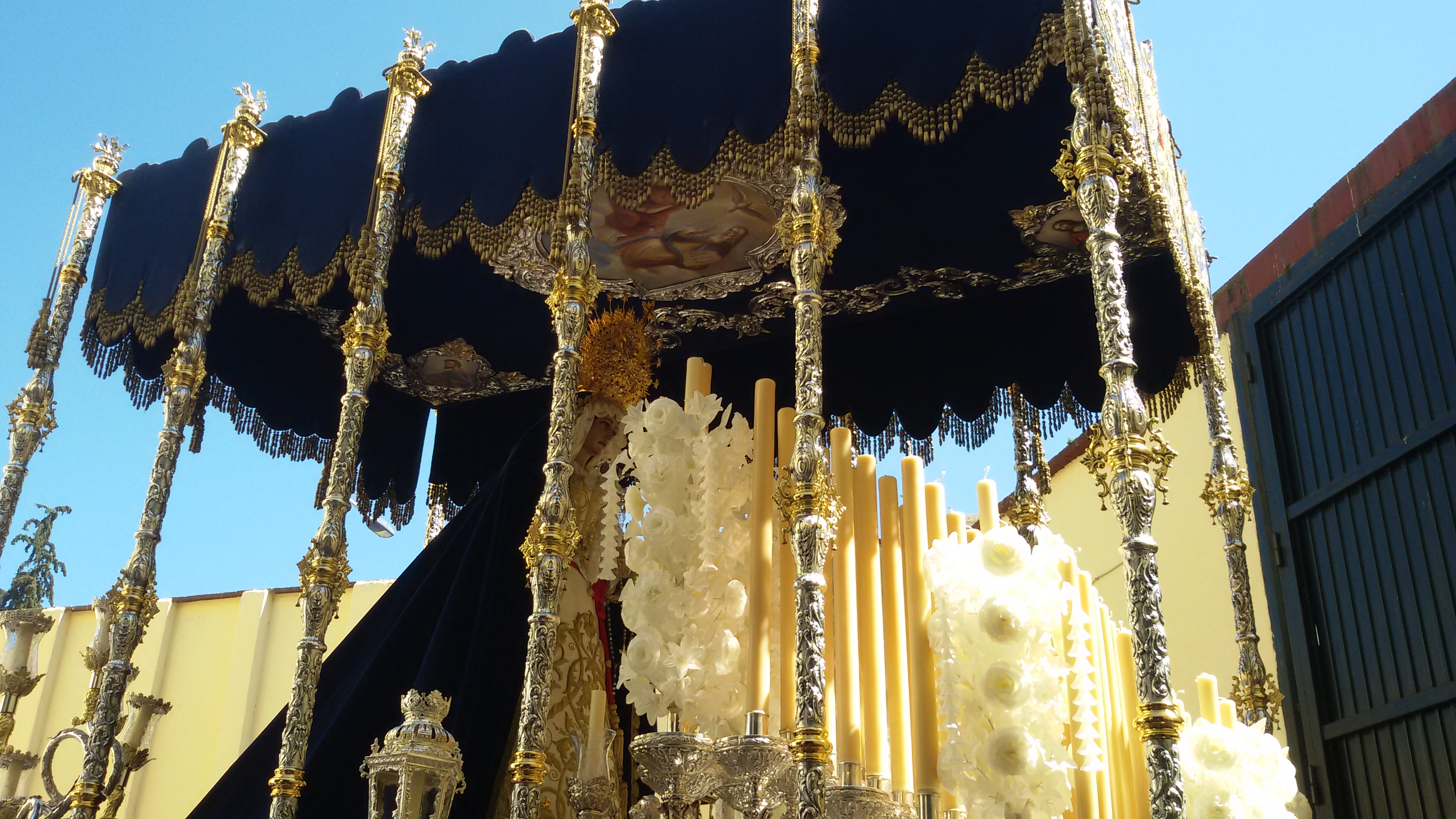
María Santísima de la Amargura sobre su paso de palio.

En 2023 tuvo lugar el estreno de las bambalinas actuales de su palio, en sustitución las anteriores, estrenadas en 1991. Si bien el cambio más importante fue la forma de las mismas, estas continúan siendo de color azul noche con fleco de oro. El techo del palio presenta unas aplicaciones de plata en la gloria, obra del platero José María Navarro, y los cuales siguen el diseño original de la antigua orla en guadamecí, diseñada y confeccionada por Martínez Cerrillo en 1968.  En dicha gloria se encuentra una pintura de la Santísima Trinidad, y en cada una de las esquinas, una pintura de cada uno de los evangelistas. Todas estas son obra del propio Martínez Cerrillo y lucían ya en el primer palio estrenado por la Cofradía a finales de la década de los sesenta.

## Sede

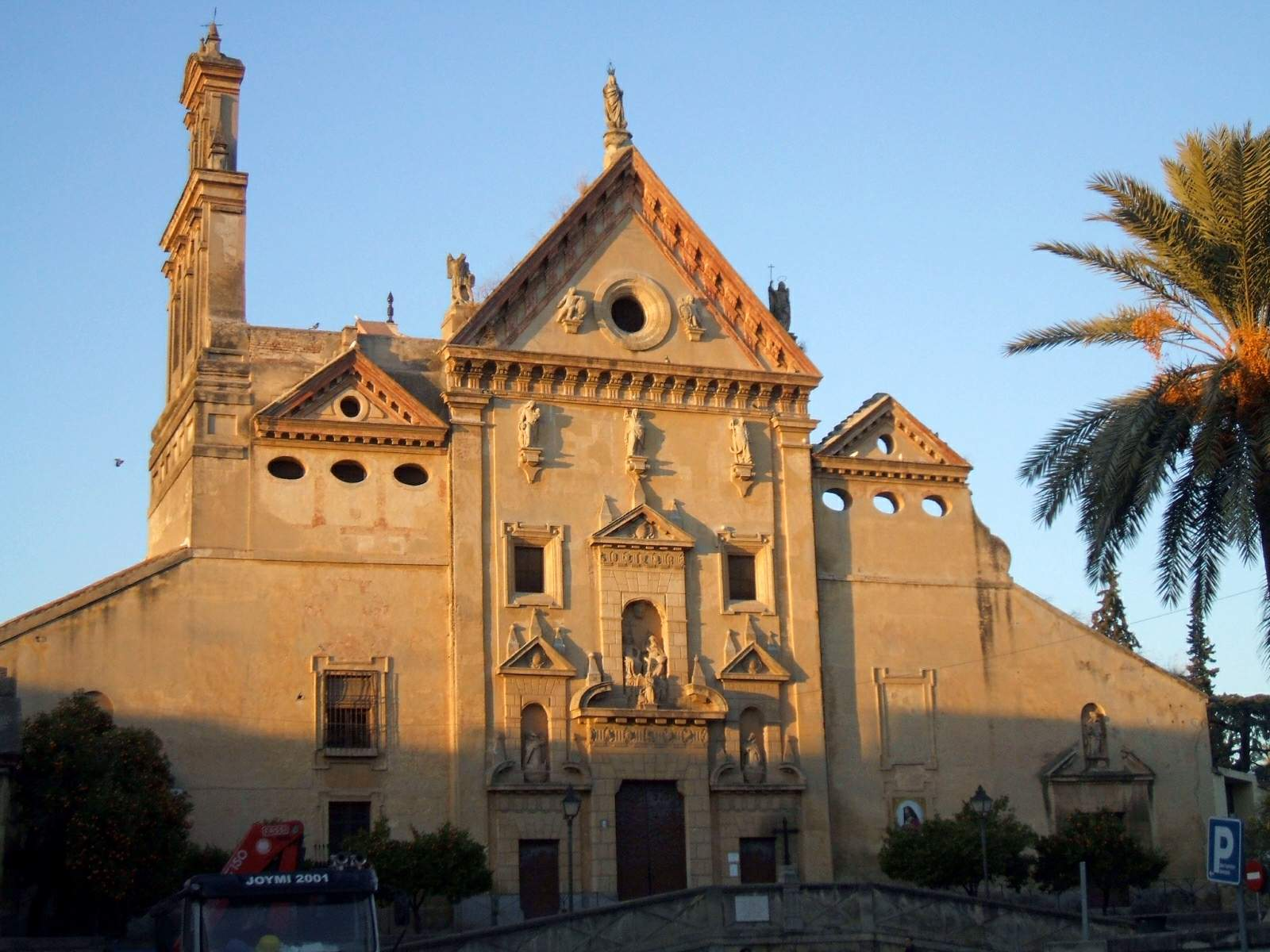
Fachada de la iglesia de Nuestra Señora de Gracia.

La Hermandad tiene su sede canónica en la Iglesia de Nuestra Señora de Gracia y San Eulogio (PP. Trinitarios), lugar donde se ha ubicado durante toda su historia. Ésta forma parte del Convento de los Trinitarios de Córdoba, fundado en el siglo XVII por San Juan Bautista de la Concepción, reformador de la Orden de la Santísima Trinidad y cuyos restos se encuentran conservados en la misma iglesia.
No obstante, la salida de la Cofradía cada Domingo de Ramos se produce desde una nave anexa al templo. Esto se debe principalmente a las dimensiones de la puerta de la iglesia, las cuales impiden que los pasos puedan realizar su salida por ella.
Cabe destacar que la capilla en la que se encuentran los Titulares de la Hermandad data del 1721, poco tiempo después de la llegada de la imagen cristífera a la Comunidad Trinitaria cordobesa. De planta hexagonal y cubierta con una cúpula de media naranja, que lleva tres ventanas ovalas y con una pequeña linterna que deja entrar algo de luz. Cubre el frente un retablo barroco y dorado, realizado en 1744, con un camarín en el que se halla la imagen de Jesús Rescatado, franqueado por dos columnas salomónicas, sobre las que hay dos ángeles. El camarín se encuentra inaccesible por una verja, desde la que se puede ver de cerca a la talla cristífera tras subir una doble escalera, situada a la izquierda de la capilla, fuera de ésta. En la misma capilla se encuentra la sepultura de Alonso Gómez de Sandoval, célebre escultor de la ciudad de Córdoba.

## Música
Actualmente, la Hermandad es acompañada musicalmente por las siguientes corporaciones:
- Nuestro Padre Jesús Nazareno Rescatado: Banda de Cornetas y Tambores de la Coronación de Espinas (Córdoba)

- María Santísima de la Amargura: Banda de Música de Nuestra Señora de la Estrella (Córdoba)

### Patrimonio musical
La Hermandad cuenta en su haber con un repertorio variado de marchas de Semana Santa, las cuales pertenecen a los diferentes estilos musicales propios de este ámbito.

#### Para Cornetas y Tambores
- Nuestro Padre Jesús Rescatado (1997)
- Al Señor de Córdoba (2000)
- Y de Córdoba, Señor (2012)
- Siempre Tras de Tí (2014)
- De tu mirada, Cautivo (2020)

#### Para Agrupación Musical
- A ti, Señor de Córdoba (2005)
- Cautivo de tu Amargura (2013)

#### Banda de Música
- Jesús Rescatado (1958)
- María Santísima de la Amargura (2005)
- Nuestro Padre Jesús Nazareno Rescatado (2005)
- En tu pecho, Amargura (2018)
- Amargura Trinitaria (2022)

## Recorrido
- Recorrido de ida: Plaza Cristo de Gracia (Salida - 16:10), María Auxiliadora, Plaza de San Lorenzo, Ronda de Andújar, Alfonso XII, Plaza de San Pedro, Lineros, Lucano, Plaza del Potro, Cruz de Rastro, Ronda de Isasa

- Recorrido oficial: (ENTRADA C.O. - 18:47), Arco del Triunfo, Torrijos, Puerta del Perdón, Patio de los Naranjos, Interior Santa Iglesia Catedral (19:30), Puerta de Santa Catalina, (SALIDA C.O. - 19:52)

- Recorrido de vuelta: Cardenal González, Cruz del Rastro, San Fernando, Capitulares, San Pablo, Plaza de San Andrés, Realejo, Plaza de San Lorenzo, Jesús del Calvario, Plaza de San Juan de Letrán, Frailes, Plaza Cristo de Gracia (Entrada - 23:10)

## Paso por la Carrera Oficial
| Predecesor: Las Penas de Santiago | Orden de entrada en la carrera oficial Domingo de Ramos Tercer lugar | Sucesor: La Vera Cruz |